# Zwirnsee
Der Zwirnsee ist ein See im Osten des Stadtgebietes von Neustrelitz im Landkreis Mecklenburgische Seenplatte. Das Gewässer hat eine wenig gegliederte dreieckige Form, mit einem breiten Südteil und einem schmaleren Nordteil. Der See hat eine Nord-Süd-Ausdehnung von etwa 950 Metern und eine maximale West-Ost-Ausdehnung von etwa 650 Metern. Das Seeufer und dessen weitere Umgebung sind bewaldet. Der See liegt im östlichen Teil des Nationalparkes Müritz. Die umliegenden Höhen erreichen über 85 m ü. NHN.